# Trận pháo kích trường al-Fakhora
Sự kiện trường al-Fakhora là một sự kiện tại ngôi trường al-Fakhora của Liên Hợp Quốc tại trại tị nạn Jabalya trong Dải Gaza hôm Thứ Ba, ngày 6 tháng 1 năm 2009 trong xung đột Gaza-Israel 2008-2009. Ít nhất 43 người bị giết, phần lớn là người Palestine, khi trú ẩn trong trường để tránh giao tranh giữa Lực lượng Phòng vệ Israel và Hamas.
Quân đội Israel gây ra vụ việc vì các tay súng Hamas trong trường đã bắn vào họ và họ phải đáp trả..

## Nguyên nhân
Quân đội Israel tố cáo Hamas đã sử dụng thường dân làm "bia đỡ đạn" và nói các binh sĩ của họ đã bắn súng cối vào khu vực sau khi các tay súng nã đạn vào các vị trí của họ từ bên trong trường al-Fakhora ở trại tị nạn Jabalya.
Trong một vụ tấn công khác trước đó trong ngày, ba người Palestine đã bị giết chết trong một cuộc không kích lên một trường học khác được điều hành bởi cơ quan cứu trợ LHQ.

## Vụ pháo kích
Ngày 6 tháng 1 năm 2009, hai đạn trọng pháo đã nổ bên ngoài trường học, giết chết ít nhất 42 thường dân và làm bị thương hàng chục người khác, trong số những người đã tới lánh nạn tại đó và các cư dân của các tòa nhà lân cận.
Viện dẫn các báo cáo tình báo, quân đội đã nêu tên hai người đàn ông mà họ nói là các tay súng Hồi Giáo đã bị giết chết trong cuộc tấn công. Một phát ngôn viên nói quân đội không biết bao nhiêu người khác đã thiệt mạng.
Theo các viên chức y tế, những cái chết nâng số thường dân bị giết chỉ riêng trong ngày 6 tháng 1 lên tới 77 người. Bốn dân quân cũng bị giết chết trong trận đánh trong ngày và đưa tổng số người Palestine thiệt mạng kể từ khi Israel khởi sự cuộc tấn công vào ngày 19 Tháng 12, 2008, lên tới hơn 600 người.

## Hành động của cơ quan pháp luật
Những nỗ lực quốc tế đang diễn ra để chấm dứt cuộc chiến đã chú trọng vào việc đạt tới một thỏa thuận ngưng bắn đáp ứng một yêu cầu của Israel nhằm bảo đảm rằng Hamas, một nhóm Hồi Giáo kiểm soát Dải Gaza, không thể tái võ trang một khi các hoạt động thù nghịch chấm dứt.
Một viên chức cao cấp của Israel nói Tổng thống Pháp Nicolas Sarkozy, trong một chuyến viếng thăm Trung Đông, và cùng với Ai Cập, đang vận động một ngưng bắn nhằm chấm dứt cuộc hành quân của Israel và những cuộc tấn công bằng hỏa tiễn của Hamas. Những cuộc thảo luận đang diễn ra về tầm cỡ của một lực lượng quốc tế dọc theo biên giới giữa Gaza và Ai Cập, hiện bị phong tỏa, nơi hỏa tiễn và các vũ khí khác đã tới tay Hamas qua một hệ thống các đường hầm.
Hamas, nhóm đã bác bỏ các đòi hỏi của Tây Phương yêu cầu họ công nhận Israel, chấm dứt bạo lực và chấp nhận những thỏa hiệp hòa bình tạm thời hiện hữu, đã đòi bãi bỏ cuộc phong tỏa Dải Gaza trong bất cứ cuộc ngưng bắn nào trong tương lai.
Nhiều người trong số 1.5 triệu dân của Dải Gaza thiếu thực phẩm, nước hoặc điện. Tại miền Nam Israel, các trường học vẫn đóng cửa và hàng trăm ngàn người đã đổ xô tới nơi trú ẩn khi nghe tiếng báo động về những hỏa tiễn đang đi tới.